# Marion Martin

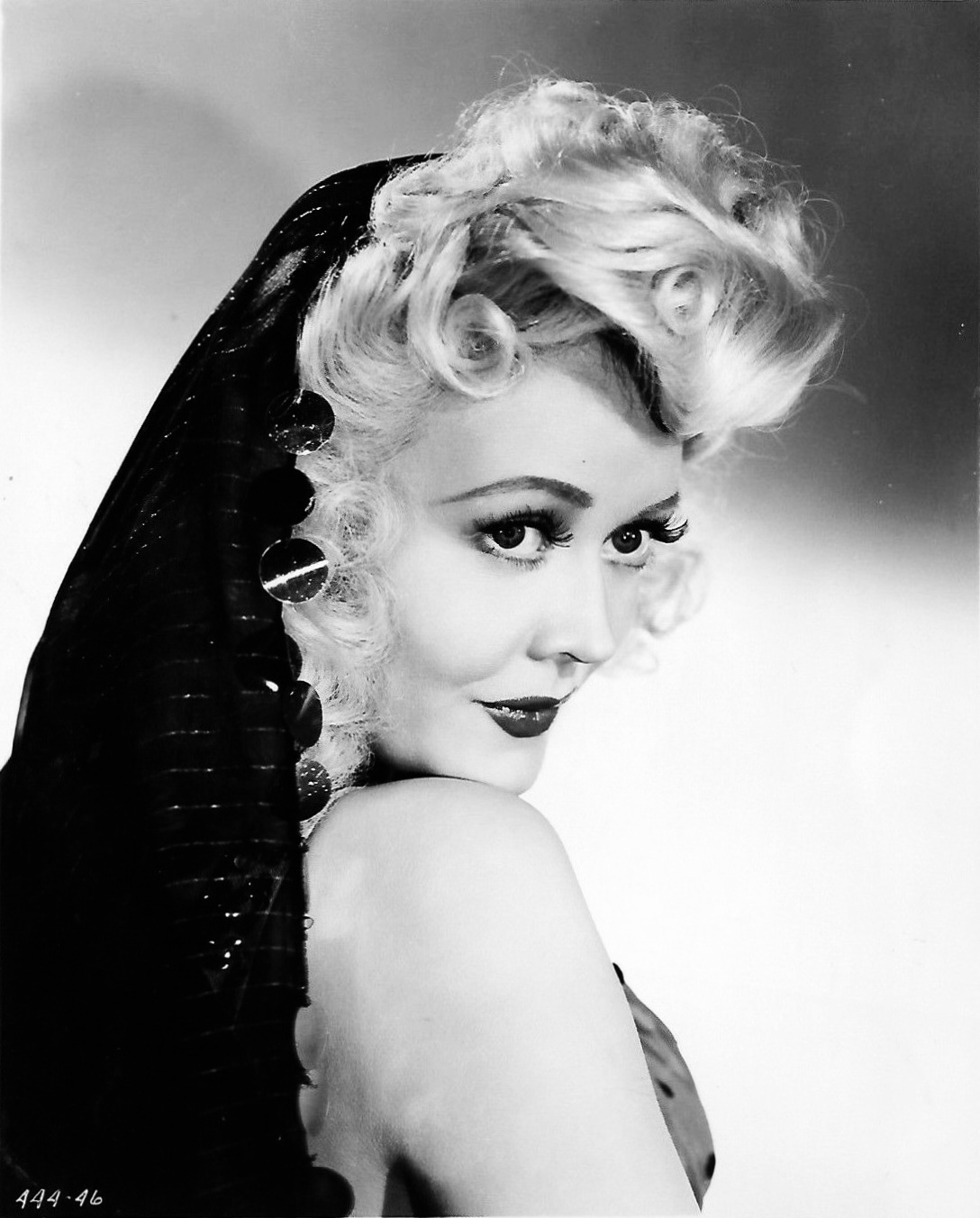
Marion Martin.

Marion Martin, född 7 juni 1908 i Philadelphia, Pennsylvania, död 13 augusti 1985 i Santa Monica, Kalifornien, var en amerikansk skådespelare. Hon har en stjärna på Hollywood Walk of Fame vid adress 6925 Hollywood Boulevard.

## Filmografi i urval
- 1939 – Mannen med järnmasken
- 1940 – Glädjestaden
- 1940 – Det ligger i blodet (ej krediterad)
- 1941 – En dag i varuhuset
- 1942 – Manhattan
- 1943 – Mästerskytten från Dodge City
- 1943 – Vi spioner
- 1944 – Det hände i morgon (ej krediterad)
- 1945 – Abbott och Costello i Hollywood
- 1946 – En ängel vid min skuldra
- 1946 – Objuden gäst
- 1946 – Brottsling gör revolt (ej krediterad)
- 1950 – Styv i korken